# سگ‌ماهی مکونگ
سگ‌ماهی مکونگ (نام علمی: Nemacheilus platiceps) نام یک گونه از سرده سگ‌ماهی از خانواده کپورهای سنگی است.
پراکندگی: بستر رودخانه مکونگ، کامبوج ویتنام
دو شکل بودن جنسی: ناشناخته
حداکثر اندازه: ۵/۲ اینچ(۶/۱cm
شبیه به: دیگر نماچیلوسها
مراقبت: آکواریوم باید سرعت جریان آرام و اکسیژن کافی باشد. بستری از ماسه نرم برای امکان حفره کردن و مقدار زیادی سنگ ریزه‌ها گرد و صاف و پناهگاهایی از جمله باتلاق و تخته سنگ. پناهگاهای زیاد مثل باتلاق‌ها و تخته سنگ، وجود داشته باشد. نور روشن به منظور شبیه سازی با نهرهای کم عمقی که این گونه در آنها یافت می‌شود مطلوب است
تغذیه: اکثر غذاها با علاقه مصرف می‌شوند – گلوله‌های غذای سگ فرورونده در آب و غذاهای منجمد شده از جمله لار و پشه، میگو، دافنی.
پارامترهای آب:: پی اچ:۵/۷-۰/۶.سختی : آب تقریباً نرم